# Steinkreis von Brisworthy
Der Steinkreis von Brisworthy ist ein Steinkreis nordöstlich vom Weiler Brisworthy, bei Yelverton, auf dem Dartmoor im Süden von Devon in England. Er liegt etwa 100 Meter südlich der Steinreihe und des Steinkreises von Ringmoor im oberen Plym-Tal.

## Beschreibung
Der Steinkreis aus der Bronzezeit ist oval und hat im Mittel etwa 25,5 m Durchmesser. Er besteht aus 24 erhaltenen Steinen von ursprünglich etwa 42. Die Steine sind von Süden nach Norden abgestuft, wobei der höchste im Norden steht und 1,1 m hoch ist. Der Kreis war zu Beginn des 20. Jahrhunderts zerstört und wurde 1909 rekonstruiert. Es standen nur noch drei Steine. Die Wiederaufrichtung erfolgte durch Reverent Breton und Richard Worth, die der Meinung waren, dass die Platzierung der Steine ziemlich genau erfolgt sei. 
Eine Probeausgrabung soll eine kleine Menge Holzkohle und einen groben Feuersteinabschlag ergeben haben. Aubrey Burl weist darauf hin, dass ähnliche Ablagerungen auch in den Dartmoorkreisen von Fernworthy und den Grey Wethers gefunden wurden.